# HTC 7 Mozart
 HTC 7 Mozart (znany także jako HTC Mozart) – smartfon firmy HTC z systemem operacyjnym Windows Phone.
Skierowany głównie do klientów zainteresowanych muzyką w lepszej jakości dźwięku. 
Został ogłoszony 11 października 2010 w Nowym Jorku.